# Skała

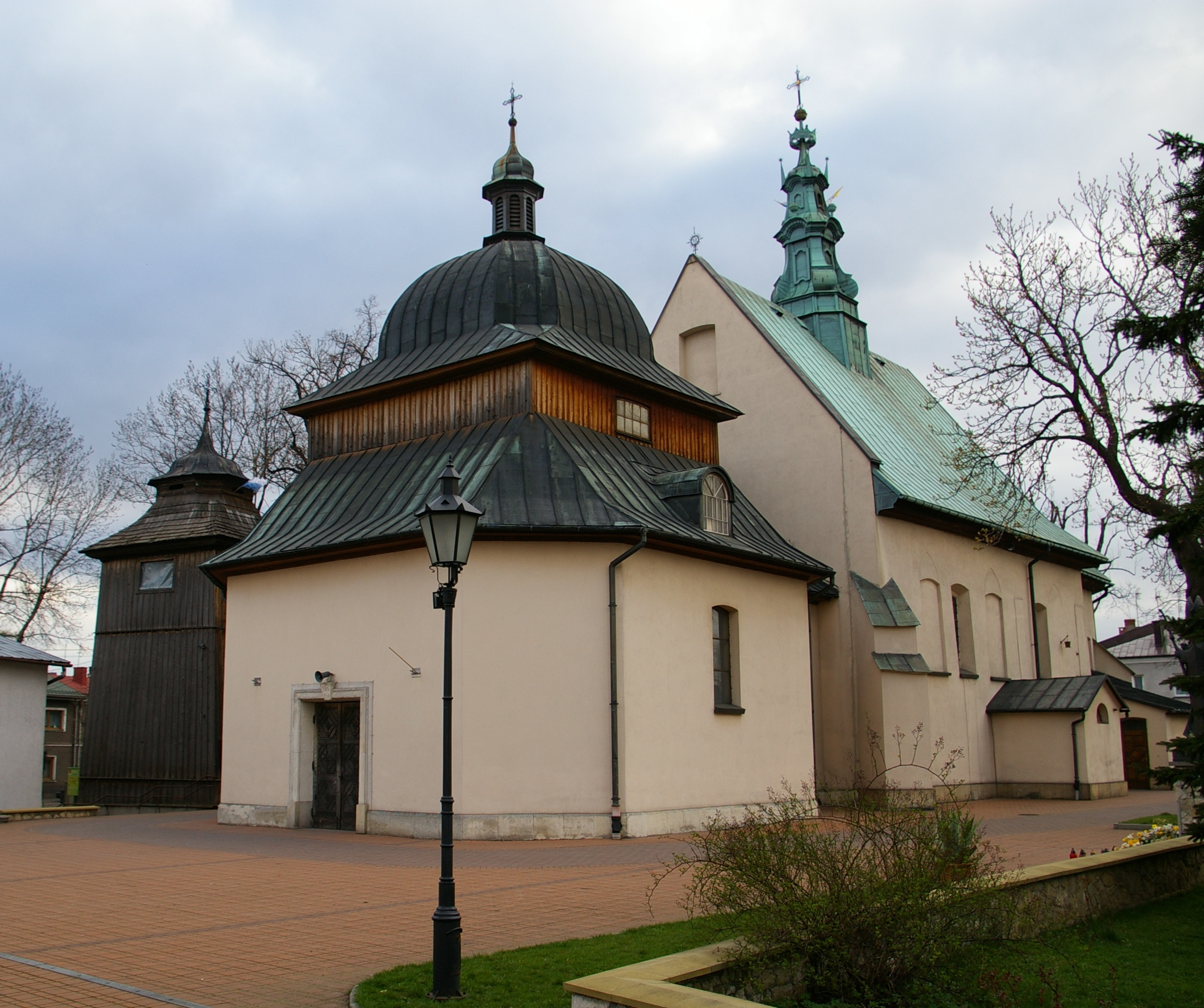
Biserică în Skała

Skała este un oraș în județul Cracovia, Voievodatul Polonia Mică, cu o populație de 3.635 locuitori (2011) în sudul Poloniei.